# Linux From Scratch
Linux From Scratch (LFS) projekt, který poskytuje podrobné pokyny pro vytvoření vlastního linuxového systému. Není to tedy linuxová distribuce, ale jen návod, jak vytvořit operační systém. Na domovské stránce je několik odkazů:
- LFS – vlastní kniha
- BLFS – pokračování první knihy
- ALFS – automatizovaný způsob vytvoření vlastní distribuce
- CLFS – křížové vytvoření distribuce pro jiné platformy
- HLFS – vytvoření distribuce zaměřené na bezpečnost
- LiveCD – bootovatelné CD se všemi potřebnými nástroji k vytvoření vlastní distribuce